# Plan Nacional Espacial
El Plan Nacional Espacial es un programa argentino que tiene como sus principales objetivos la exploración del espacio y la creación de sus propios medios para lanzar satélites fabricados en el país.

## Historia
La Argentina comenzó a demostrar su vocación espacial a partir de 1960 cuando se establece la Comisión Nacional de Investigaciones Espaciales (CNIE) bajo la administración de la Fuerza Aérea Argentina. Este organismo realizó una serie de actividades relacionadas con el desarrollo de cohetes sondas, la instalación de la antena al costado de la albúfera bonaerense de Mar Chiquita para recibir al satélite Landsat y el intento de instaurar en el país el uso de imágenes satelitales. Fue una de las primeras instituciones en Latinoamérica en iniciar este tipo de actividades. En la misma época, una serie de emprendimientos de investigación y sensado remoto permitieron poner en órbita espacial al Lusat 1. Este primer objeto, de origen argentino, fue obra de radioaficionados. En 1965 Argentina fue un país pionero en la investigación espacial desde los cielos de la Antártida, más exactamente desde la Antártida Argentina con la Operación Matienzo que dio por inaugurado al CELPAC.
La CNIE finalizó sus actividades en 1991 cuando el gobierno nacional decidió crear un organismo civil, descentralizado y especializado dedicado al uso pacífico del espacio: la CONAE, teniendo una de sus principales bases en Falda del Carmen (Provincia de Córdoba Argentina).
La CONAE es el único organismo competente de la Argentina para promover el desarrollo de las actividades relacionadas con la utilización civil del espacio en todo el ámbito de la República. Dentro de sus actividades más importantes estuvo la de proponer el Plan Nacional Espacial de la Argentina, la cual define a la Argentina como un "país espacial" entendido como la expresión de un pueblo pacífico que quiere reencontrarse con sus tradiciones científicas. Esto implica el uso intensivo de los productos de la ciencia y tecnología espacial con el principal objetivo de generar ciclos de información que consisten en el sensado, generación, transmisión, procesamiento, almacenamiento, diseminación y utilización de la información espacial en beneficio de todos para la utilización y aprovechamiento de la ciencia y tecnología con fines pacíficos. En 1994, surge el proyecto "Argentina en el espacio 1995-2006" en el que se establecieron una serie de acciones destinadas al cumplimiento de tales objetivos. El Plan Espacial "Argentina en el Espacio 1995-2006" se aprobó mediante decreto 2076/94. Se estableció que debía ser actualizado periódicamente.
En la década del 1990 y tras los comienzos de la actividad de la CONAE, hubo varios proyectos muy diferentes entre sí, todos de carácter privado. Tras el lanzamiento del Lusat 1, llegó el Víctor-1
El Lusat-1 fue puesto en órbita por la empresa Arianespace con un cohete Ariane 4 lanzado desde el Puerto espacial de Kourou, Guyana Francesa, el 22 de enero de 1990. Tanto el Lusat-1, el Victor-1 como el Nahuel 1-A fueron experimentos destinados a demostrar que sus autores eran capaces de construir un vehículo espacial.

## La serie SAC
A mediados de los 1990, y en el marco de los objetivos de la CONAE, se lanzó la primera serie profesional de satélites, destinada a cumplir funciones reales mediante la transmisión de datos, imágenes y otros registros físicos durante largos períodos. 
De la serie SAC se han lanzado los satélites SAC-A, SAC-B, SAC-C, SAC-D y está siendo construido al 4 de octubre de 2014 el SAC-E. Todos ellos tienen por objetivo principal obtener información referida al territorio argentino y del MERCOSUR sobre actividades productivas del mar, suelo, hidrología, geología, clima, vigilancia del medioambiente, recursos naturales y cartografía. Más de 80 universidades, entes, organismos y empresas nacionales participan en estos proyectos. Las imágenes de los satélites ofrecen información a más de 200 proyectos de universidades y centros de investigación, además de llegar a colegios secundarios que las utilizan en lugar de los mapas tradicionales. El satélite argentino SAC B contó con una carga útil que comprendía un espectómetro de rayos X duros, una combinación de detectores para medir las emisiones de rayos X blandos y un instrumento italiano para medir la energía de los átomos neutros junto a paneles solares construidos en ese país. Se preveía una vida útil de 3 años y su peso era de 181 kg. Fue lanzado junto con el satélite HETE del Instituto Tecnológico de Massachusetts por un cohete Pegasus XL desde un avión Lookheed 1011, el 4 de noviembre de 1996 y puesto en órbita inclinada 38° respecto del plano del Ecuador y a 550 km de altura.
El primero en lanzarse fue el SAC-B. Había sido diseñado para proveer información para estudios avanzados de física y astrofísica solar a través de la observación de fulguraciones solares, emisión explosiva de rayos gamma, radiación cósmica difusa de rayos X y la medición de átomos neutros energéticos en la magnetosfera terrestre. Se trató de un emprendimiento conjunto entre la CONAE y la NASA. La primera tuvo a su cargo el diseño, construcción, integración del satélite y su plataforma. La segunda, se hizo cargo del lanzador, las operaciones de lanzamiento y el seguimiento durante la fase inicial de la misión. 
Durante el lanzamiento y en la tercera etapa del cohete Pegasus, se produjo un cortocircuito que impidió el funcionamiento del mecanismo de separación de los satélites. No obstante, se pudo entablar un contacto inicial con el SAC-B, se recibió excelente telemetría y se demostró el buen funcionamiento de todos sus sistemas, pero nunca pudo orientar sus paneles hacia el sol, por lo que tras agotar sus baterías, dejó de operar.
El SAC-A fue lanzado con posterioridad al SAC-B. En sí, constituyó una misión de demostración tecnológica en el marco de la misión SAC-C para calibrar sus instrumentos. Al igual que su antecesor, fue un emprendimiento conjunto entre la CONAE y la NASA en el que no sólo el diseño e implementación recayeron sobre la primera sino que también la coordinación global quedó bajo su responsabilidad. El lanzamiento y puesta en órbita del satélite estuvo a cargo de la Misión STS-88 del Space Shuttle Endeavour. El lanzamiento tuvo lugar desde el Centro Espacial Kennedy en Cabo Cañaveral, Estados Unidos el 14 de diciembre de 1998.

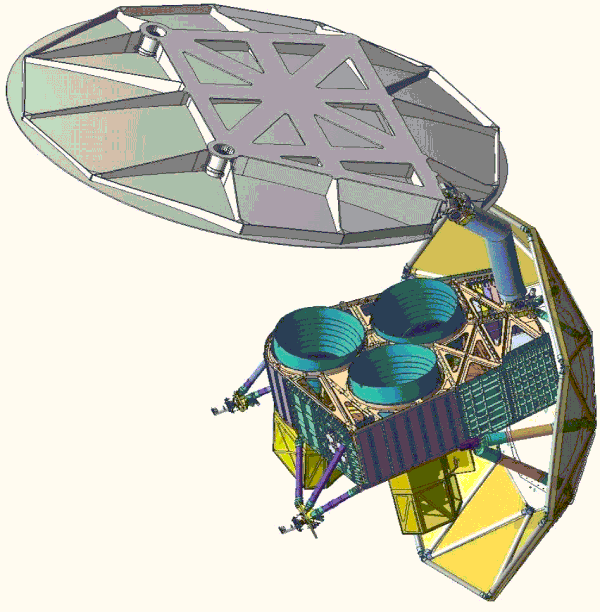
Satélite SAC-D / Acuarius

Luego fue el turno del SAC-C lanzado el 21 de noviembre de 2000, actualmente en operación, lo que permite a través de su uso diseminar la información recogida. Su objetivo principal es el de la medición precisa del campo magnético terrestre y la determinación de perfiles de temperatura y capas de la atmósfera. Se trata de una misión de observación terrestre en colaboración con la NASA, Brasil, Dinamarca, Francia e Italia 
El SAC-C es del tipo liviano y cuenta con una Cámara Multiespectral de Resolución Media, una Pancromática de Alta Resolución y una Cámara de Alta Sensibilidad. La primera es una cámara espectral con 5 bandas en el visible e infrarrojo con dos modos de operación. un modo de resolución intermedia (175 m) y otro de menos resolución (350m). La faja del barrido tiene un ancho de 360 km y puede almacenar hasta 12.000 km de longitud de dicha faja. La visita del satélite es de 9 días con subciclos de 2 y 7 días y describe una órbita polar a 702 km de altura. Su peso es de 325 km. Usa banda "S" para T, T y C y "X" para la transmisión de las imágenes.
En 2003 en colaboración con la NASA, Italia, Francia, Canadá y Brasil se comienza el desarrollo del SAC-D / Aquarius cuyo objetivo es la determinación de la salinidad del mar, su temperatura superficial, la presencia de hielos y el contenido de humedad de la atmósfera. Estos elementos permiten mejorar el conocimiento de la circulación oceánica y su influencia en el clima del planeta. Asimismo, posibilita recabar datos sobre la humedad del suelo y detectar focos de alta temperatura que sirven para la detección temprana de incendios e inundaciones. Fue lanzado con éxito el 10 de junio de 2011, desde la Base Vandenberg, Estados Unidos.

## Asociación Argentina - Brasil
En el año 1996, ahora bajo los gobiernos de Carlos Menem y Fernando Cardoso, la Argentina y Brasil dieron un paso más rumbo a la cooperación y firmaron un gran Acuerdo Marco sobre Cooperación en Aplicaciones Pacíficas de Ciencia y Tecnología Espaciales, como un de los resultados alcanzados se puede mencionar la primera misión conjunta Brasil-Argentina en el año de 2007. 
Brasil cooperó también en el desarrollo del programa SABIA-MAR (Satélite Argentino-Brasileño de Informaciones sobre Recursos Hídricos, Agricultura y Medio Ambiente).

## Asociación Argentina - Italia
Italia puso en órbita el Cosmo-SkyMed. Este satélite pertenece al SIASGE (Sistema ítalo-argentino de satélites para la gestión de emergencias), un sistema único de monitoreo satelital que permite prevenir, evaluar y mitigar distintas catástrofes en el medio ambiente.
Argentina por su parte lanzara los SAOCOM con la lanzadera Falcon 9

## Lanzadores de satélites
Actualmente se encuentra en desarrollo dos lanzaderas espaciales (de tipo liviana y desechable), el proyecto Tronador.
El proyecto tiene su base de investigación y desarrollo en la provincia de Córdoba, los lanzamientos de los prototipos se efectúan en el Puerto espacial de Punta Indio y la base de lanzamiento definitiva será la base naval de Centro Espacial Manuel Belgrano, el 22 de noviembre de 2016 se lanzó desde Punta Indio el modelo de cohete vector VEx 5.

## Misiones
| Misión    | Cohete lanzador         | Lanzamiento              | Objetivo                                 | Resultado          |
| --------- | ----------------------- | ------------------------ | ---------------------------------------- | ------------------ |
| SAC-B     | Pegasus XL              | 4 de noviembre de 1996   | Observatorio espacial                    | Fallido            |
| SAC-A     | Transbordador Endeavour | 14 de diciembre de 1998  | Experimental                             | Éxito              |
| SAC-C     | Delta II                | 21 de noviembre de 2000  | Observación terrestre                    | Éxito              |
| SAC-D     | Delta II                | 10 de junio de 2011      | Observación climática y oceanográfica    | Éxito              |
| ARSAT-1   | Ariane 5                | 16 de octubre de 2014    | Telecomunicaciones                       | Éxito              |
| ARSAT-2   | Ariane 5                | 30 de septiembre de 2015 | Telecomunicaciones                       | Éxito              |
| ARSAT-3   |                         |                          | Telecomunicaciones                       | Todavía no lanzada |
| SAC-E     | n/d                     | -                        | Información de Alimento, Agua y Ambiente | Todavía no lanzada |
| SAOCOM 1A | Falcon 9                | 7 de octubre de 2018     | Observación terrestre                    | Éxito              |
| SAOCOM 1B | Falcon 9                | 30 de agosto de 2020     | Observación terrestre                    | Éxito              |

## Citas
- BÄR, Nora; "El Aquarius"; La Nación 28 de julio de 2008
- DOMINGUEZ, N; (1997) "El Plan espacial nacional argentino y su aprovechamiento político-estratégico" en el Boletín del Centro Naval, Num. 786, Vol. 115, Pág. 268.
- FERNANDES DA SILVA, Meireluce; “Cooperação internacional na área espacial”, http://mtc-m16.sid.inpe.br/rep-sid.inpe.br/marciana/2005/01.06.13.36
- MARADONA, Soledad " Todo está listo para la construcción del nuevo satélite argentino SAC D en La Nación, 28 de febrero de 2008 http://www.lanacion.com.ar/nota.asp?nota_id=991257
- MÜLLER, Héctor; "Sustentabilidad de la producción ganadera con ayuda satelital" La Nación 19 de julio de 2008.
- O Globo, Jornal, Editorial: “Brasil e Argentina fazem missao espacial” 12/12/2007
- OTTOBONI, Julio; “Brasil e Argentina, parceiros em satélite”; Gazeta Mercantil 18/12/2007
- RISI, Marcelo "Sucedió en el siglo XX. La conquista del espacio" BBC Mundo.com [En línea] Disponible en URL: http://www.bbc.co.uk/spanish/seriesigloxx03a.shtml [Con acceso el 12 de julio de 2008]
- “O Programa Nacional de Atividades Espaciais Frente aos Embargos Tecnológicos”, Reginaldo dos SANTOS, in Revista Parcerias Estratégicas, outubro 1999, en https://web.archive.org/web/20090504053847/http://www.cgee.org.br/parcerias/p07.php
- Launch Manifest SpaceX https://web.archive.org/web/20130802104401/http://www.spacex.com/missions